# Ostrya rehderiana
Ostrya rehderiana ist eine Pflanzenart aus der Gattung der Hopfenbuchen (Ostrya) innerhalb der Familie der Birkengewächse (Betulaceae). Dieser Endemit kommt nur im Gebirge Tianmu Shan im nordwestlichen Teil der chinesischen Provinz Zhejiang vor. Es gibt nur wenige Exemplare und sie wird daher als „vom Aussterben bedroht“ geführt.

## Beschreibung

### Vegetative Merkmale
Ostrya rehderiana ist ein laubabwerfender Baum, der Wuchshöhen von bis zu 15 Metern erreicht. Die Borke ist grau und rau. Die Rinde dünner, junger Zweige ist anfangs grau-braun und seidig behaart; sie verkahlt später und färbt sich intensiv rötlich.
Die wechselständig an den Zweigen angeordneten Laubblätter sind in Blattstiel und -spreite gegliedert. Der 3 bis 5 Millimeter lange Blattstiel ist dicht flaumig behaart. Die einfache Blattspreite ist bei einer Länge von 3 bis 10 Zentimetern sowie einer Breite von 1,8 bis 4 Zentimetern elliptisch-länglich oder schmal-länglich, mit zugespitztem oder geschwänzt-zugespitztem oberen Ende und fast gerundeter oder breit-keilförmiger Basis und unregelmäßig doppelt scharf gesägtem manchmal borstig gesägtem Blattrand. Es sind 13 bis 16 Nervenpaare im Abstand von 4 bis 7 Millimetern vorhanden. Die Blattunterseite entlang des Mittelnervs ist dicht flaumig behaart, sonst spärlich flaumig und kurzborstig behaart und die -oberseite ist entlang des Mittelnervs flaumig behaart sonst kahl.

### Generative Merkmale
Die Blütezeit reicht von Mai bis Juni und die Früchte reifen von Juli bis August.
Ostrya rehderiana ist einhäusig getrenntgeschlechtig (monözisch). Weibliche Blütenstände sind locker traubig und 2 bis 3 Zentimeter lang. Ihr Blütenstandsschaft ist 1,5 bis 2 Zentimeter lang und dicht flaumig behaart. Die Tragblätter sind bei einer Länge von 2 bis 2,6 Zentimetern sowie einer Breite von 0,6 bis 0,8 Zentimetern verkehrt-eiförmig-elliptisch oder verkehrt-eiförmig-lanzettlich, mit gerundetem und bespitztem oberen Ende, sackförmig, häutig und entlang der Blattadern kurz behaart, mit einer sich zum Stängel verschmälernden Basis und borstigem Blattrand.
Die rot-braunen Nussfrüchte sind bei einer Länge von 7 bis 10 Millimetern sowie einem Durchmessern von 2,5 bis 3 Millimetern schmal-länglich, undeutlich gerippt, kahl und glänzend.
Die Chromosomenzahl beträgt 2n = 16.

## Vorkommen und Gefährdung
Dieser Endemit kommt nur auf dem Berg Xitianmu im Gebirge Tianmu Shan im nordwestlichen Teil der chinesischen Provinz Zhejiang vor. Ostrya rehderiana wächst dort in subtropischen Wäldern in Höhenlagen von 200 bis 400 Metern. Als 1927 diese Art entdeckt wurde, gab es noch größere Bestände.
Laut Flora of China war 1999 nur ein Baumexemplar am Straßenrand bekannt. Laut IUCN beschränkt sich der Bestand auf nur einen Fundort mit nur fünf Baumexemplaren in Xitianmu Shan dem westlichen Teil des Tianmu Shan und stehen unter Schutz. In der Roten Liste der IUCN wird bei einem neuen Monitoring 2013/2014 gleich schlecht bewertet wie 1998 Ostrya rehderiana da nur fünf Baumexemplare in schlechtem Zustand gefunden wurden als „Critically Endangered“ = „vom Aussterben bedroht“ geführt. Als Hauptursache für die Gefährdung wird die Entwaldung, Konkurrenz durch beispielsweise Bambus und fehlende natürliche Regeneration der Restexemplare angegeben.

## Taxonomie
Die Erstbeschreibung von Ostrya rehderiana erfolgte 1927 durch Woonyong Chun in Journal of the Arnold Arboretum, Band 8, 1, Seite 19–20. Das Artepitheton rehderiana ehrt den deutsch-amerikanischen Botaniker Alfred Rehder.